# 仙台東口駅
仙台東口駅（せんだいひがしぐちえき）は、かつて宮城県仙台市にあった鉄道駅（廃駅）である。仙石線の仙台駅と榴ケ岡駅の間に存在した。

## 歴史
1925年（大正14年）、仙石線の前身である宮城電気鉄道が仙台駅から西塩釜駅までの間で開業した。この時、仙台駅の一つ隣の駅として東七番丁駅（ひがししちばんちょうえき）があった。
太平洋戦争中の1944年（昭和19年）に、宮城電気鉄道は戦時買収され運輸通信省の仙石線となった。それに伴ってこの駅は仙台東口駅と改称された。この時に下り列車は乗車専用、上り列車は降車専用となり、仙台 - 仙台東口間のみの乗降は不可能だった。つまり実質仙台駅の一部とみなされ、1面1線と手狭だった仙台駅地下プラットホームの客扱い能力の補佐役的な存在になったといえる。
終戦後の1952年（昭和27年）、第7回国民体育大会の開催に併せて仙台駅の改修が行われ、宮城電気鉄道の時代から使われていた仙石線仙台駅の地下プラットホームが200メートルほど東側の地上に移された。この工事に伴い同年6月1日 - 9月25日は仙台 - 仙台東口駅間が運休となり、また仙台東口駅は9月26日の仙台駅仙石線ホームの地上への移転工事完了と共に廃止された。

## 所在地
この駅の所在地は東七番丁通りの東側で、かつての東八番丁小学校の北西側に接していた。
地下化が行われる2000年（平成12年）以前の仙石線を例にして述べると、仙台駅の東側に東七番丁踏切があり、この踏切のさらに東側が駅の所在地だった。